# Pars-lès-Chavanges
Pars-lès-Chavanges è un comune francese di 77 abitanti situato nel dipartimento dell'Aube nella regione del Grand Est.

## Società

### Evoluzione demografica
Abitanti censiti